# ファデーエフ方程式
ファデーエフ方程式（ファデーエフほうていしき）とは、3つの項の和として表した散乱振幅のそれぞれに対し立てた、三元連立微分方程式。3つの粒子の系が二体相互作用を持つような場合の散乱振幅を表すのに使用できる。ソ連のLudvig Dmitrievich Faddeevが1961年に考案したが、本格的にこの方程式が用いられるようになったのは1970年代で、当時はクーロン相互作用がないために方程式を解きやすい三重水素について適用された。